# Aire d'attraction de Nîmes
L'aire d'attraction de Nîmes est un zonage d'étude défini par l'Insee pour caractériser l’influence de la commune de Nîmes sur les communes environnantes. Publiée en octobre 2020, elle se substitue à l'aire urbaine de Nîmes, qui comportait 50 communes dans le dernier zonage qui remontait à 2010.

## Définition
L’aire d’attraction d'une ville est composée d’un pôle, défini à partir de critères de population et d’emploi ainsi que d’une couronne constituée des communes dont au moins 15 % des actifs travaillent dans le pôle. Le pôle d’attraction constitue ainsi un point de convergence des déplacements domicile-travail,.

## Type et composition
L’aire d'attraction de Nîmes est une aire intra-départementale qui comporte 92 communes dans le Gard.
Elle est catégorisée dans les aires de 200 000 à moins de 700 000 habitants, une catégorie qui regroupe 14 % de la population d'Occitanie et 23,5 % au niveau national.

### Carte

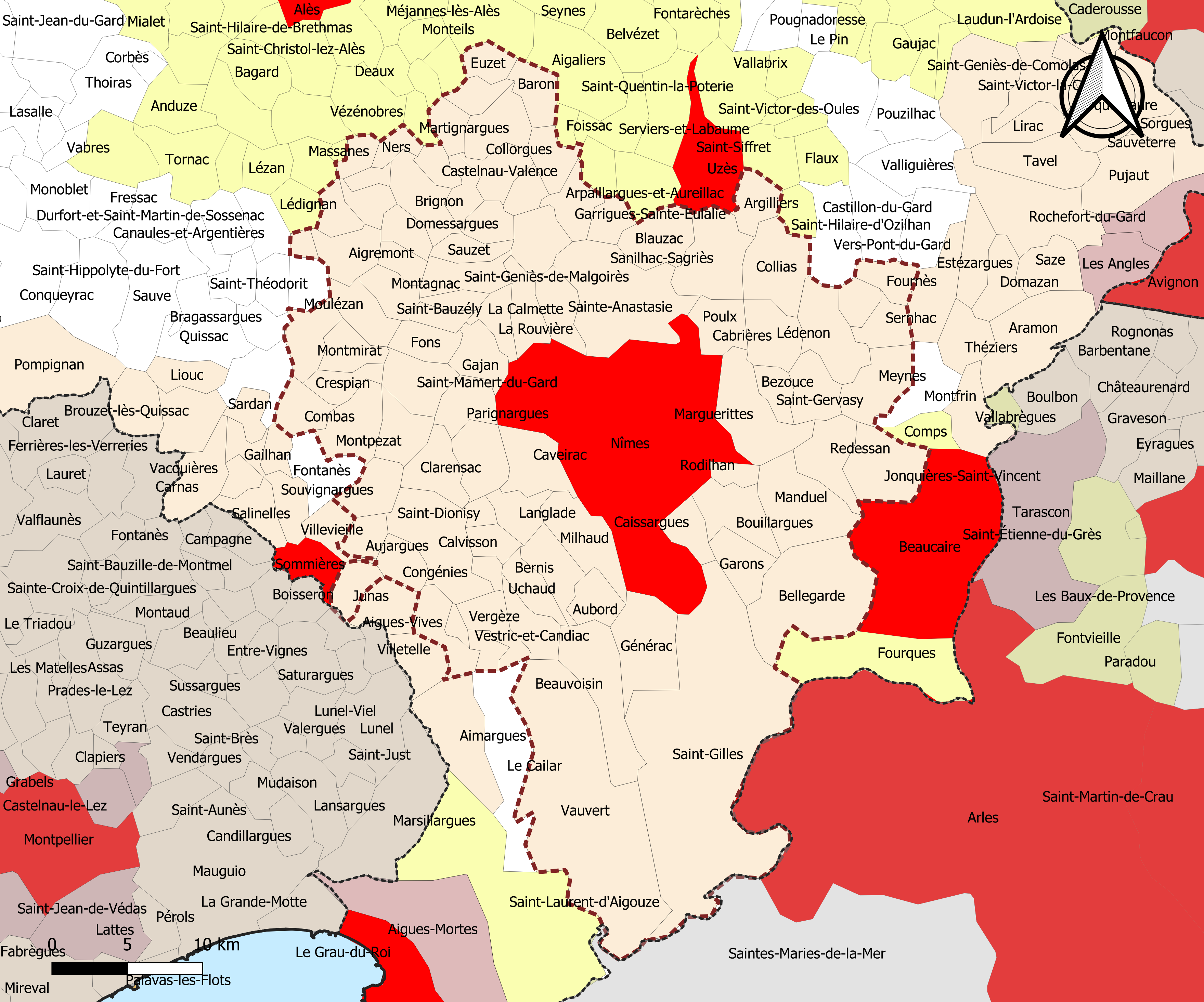
Carte de l'aire d'attraction de Nîmes.
Commune-centre
Commune de la couronne

### Composition communale
| Catégorie               | Département | Communes | Communes |
| Catégorie               | Département | Nombre   | Libellé |
| ----------------------- | ----------- | -------- | --- |
| Commune-centre          | Gard        | 1        | Nîmes. |
| Communes de la couronne | Gard        | 91       | Aigremont, Aigues-Vives, Aubord, Aujargues, Baron, Beauvoisin, Bellegarde, Bernis, Bezouce, Blauzac, Boissières, Boucoiran-et-Nozières, Bouillargues, Bourdic, Brignon, Cabrières, Caissargues, La Calmette, Calvisson, Cannes-et-Clairan, Cassagnoles, Castelnau-Valence, Caveirac, Clarensac, Codognan, Collias, Collorgues, Combas, Congénies, Crespian, Cruviers-Lascours, Dions, Domessargues, Euzet, Fons, Gajan, Garons, Garrigues-Sainte-Eulalie, Générac, Jonquières-Saint-Vincent, Junas, Langlade, Lédenon, Lédignan, Manduel, Marguerittes, Maruéjols-lès-Gardon, Mauressargues, Meynes, Milhaud, Montignargues, Montmirat, Montpezat, Moulézan, Moussac, Mus, Nages-et-Solorgues, Ners, Parignargues, Poulx, Redessan, Remoulins, La Rouvière, Sainte-Anastasie, Saint-Bauzély, Saint-Bénézet, Saint-Bonnet-du-Gard, Saint-Césaire-de-Gauzignan, Saint-Chaptes, Saint-Côme-et-Maruéjols, Saint-Dézéry, Saint-Dionisy, Saint-Geniès-de-Malgoirès, Saint-Gervasy, Saint-Gilles, Saint-Jean-de-Ceyrargues, Saint-Mamert-du-Gard, Saint-Maurice-de-Cazevieille, Saint-Maximin, Sanilhac-Sagriès, Sauzet, Savignargues, Sernhac, Souvignargues, Uchaud, Vauvert, Vergèze, Vestric-et-Candiac, Vic-le-Fesq, Montagnac, Rodilhan. |